# NK Zagreb
Der NK Zagreb (Nogometni klub Zagreb), kurz Zagreb, ist ein Fußballverein aus der kroatischen Hauptstadt Zagreb.

## Geschichte
Der NK Zagreb wurde zu Beginn des 20. Jahrhunderts gegründet. Das konkrete Datum ist unbekannt, jedoch ist auszuschließen, dass der Verein mit dem 1903 gegründeten und 1909 wieder aufgelösten Verein PNIŠK (Prvi nogometni i športski klub, dt. 1. Fußball- und Sportverein) in Verbindung steht, wie es in vielen Büchern geschrieben steht.
Nach dem Zweiten Weltkrieg gelang der Aufstieg in die erste jugoslawische Liga zur Spielzeit 1952/53. Nach mehreren Ab- und Aufstiegen und insgesamt 15 Spielzeiten in der ersten Liga erfolgte der letzte Abstieg in Jugoslawien im Jahre 1982.
Seit der Gründung der 1. HNL im Jahre 1992 war der Verein ununterbrochen deren Mitglied und im Jahre 2002 gelang mit der kroatischen Meisterschaft der größte Erfolg der Vereinsgeschichte. Der damaligen Meistermannschaft gehörten u. a. Ivica Olić und Joško Popović an. In der darauf folgenden Champions-League-Qualifikation schied der NK in der zweiten Runde gegen Zalaegerszegi TE FC aus Ungarn aus.
In der Saison 2012/13 stieg der Verein erstmals in die 2. HNL ab, als er nur den zwölften und letzten Platz der Tabelle belegte. Es gelang jedoch der direkte Wiederaufstieg in die 1. HNL. Danach folgte der Absturz. Als Tabellenletzter stieg man 2016 in die 2. HNL ab und 2017, wiederum als Tabellenletzter, ging es in die 3. HNL. 2019 stieg der Verein sogar in die 4. HNL ab.
Seit der zur Saison 2022/23 vollzogenen Restrukturierung des kroatischen Ligensystems spielt der NK Zagreb in der 4. NL Zagreb A und somit in der fünfthöchsten kroatischen Spielklasse.

### Logohistorie

Wappen bis 1990
1990–2008
Wappen seit 2008

## Stadion

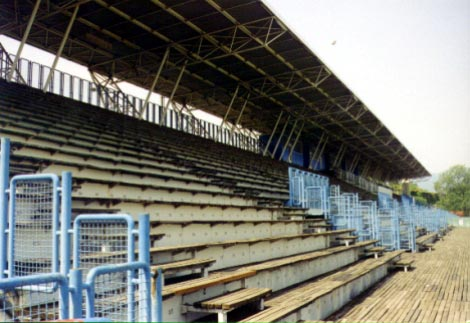
Stadion in der Kranjceviceva

NK Zagreb spielt im Zagreber „Stadion Kranjčevićeva“, das 12.000 Zuschauer fasst. Das Stadion ist nach der Straße benannt, an dem es liegt, die wiederum nach dem Dichter Silvije Strahimir Kranjčević benannt ist. Dies trug dem Verein den Spitznamen „Die Dichter“ ein (kroatisch pjesnici). Seit längerem wird diskutiert, ob der Verein mit Dinamo Zagreb zusammen im Maksimir-Stadion spielen soll. In Europa gibt es genügend Beispiele wie in München oder Mailand. Jedoch wehren sich die Anhänger des NK Zagreb vehement dagegen. Probleme bereiten würde es eigentlich nicht, ist doch das Stadion Maksimir nicht im Besitz von Dinamo, sondern im Besitz der Stadt Zagreb. Es gibt eine kleine Fangruppierung namens White Angels.

## Trainer
- Otto Barić (1974–1976)
- Josip Kuže (1986–1988 Jugend, 1989–1990, 1998–1999, 2005–2006 Trainer)
- Zlatko Kranjčar (2001–2002, 2003–2004)
- Miroslav Blažević (2006–2008)
- Igor Štimac (2009–2010)
- Miroslav Blažević (2012–2013)

## Spieler
- Nikola Jurčević (1986–1988, 1989–1991)
- Tomislav Piplica (1989–1991)
- Ivica Olić (2001–2002)
- Emir Spahić (2001–2003)
- Mario Mandžukić (2005–2007)
- Vedran Jerković (2013)

## Erfolge
- Kroatische Meisterschaft: 2002